# Kabakon
Koordinaten: 4° 14′ S, 152° 24′ O

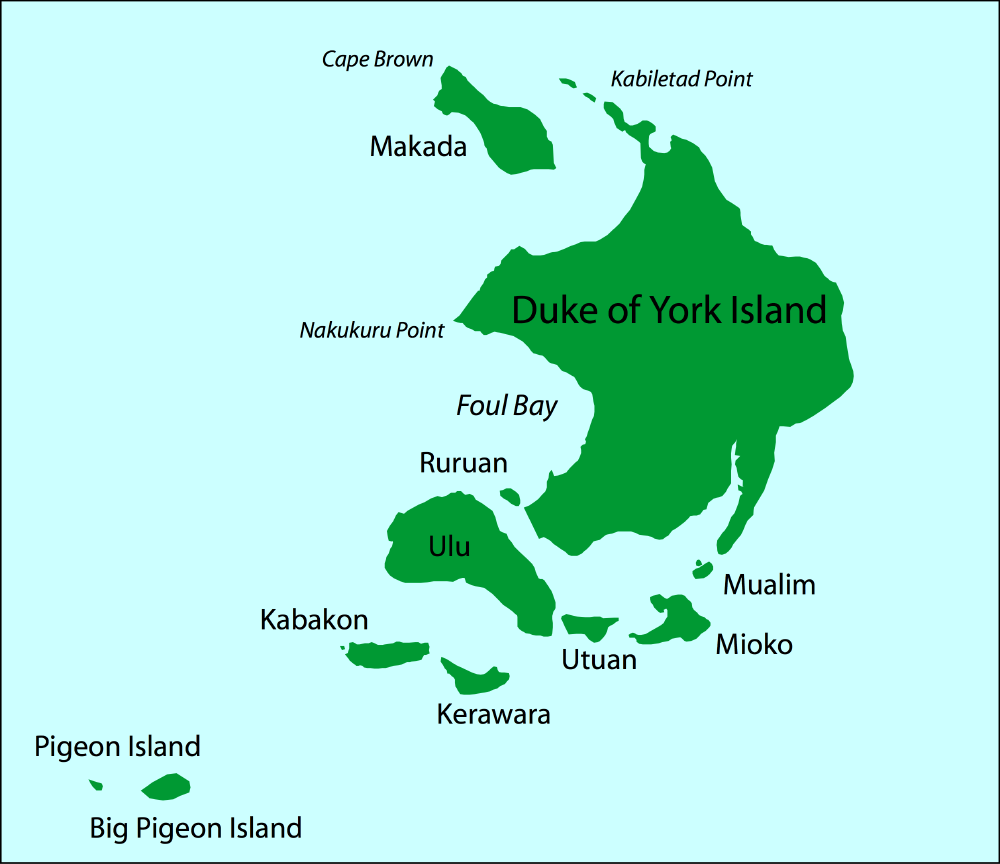
Lage Kabakons

Kabakon ist eine Insel der Duke-of-York-Inseln, einer Inselgruppe im zu Papua-Neuguinea gehörenden Bismarck-Archipel. 

## Geographie
Die Fläche von Kabakon beträgt etwa 0,76 km².  Die Insel Ulu liegt nördlich von Kabakon, Kerawara östlich. 
Kabakon liegt in einer gefährdeten Zone, da hier zwei tektonische Platten aufeinanderstoßen. Erdbeben und Tsunamis sind für die Bewohner der Insel nichts Ungewöhnliches. 

## Geschichte
Die Insel – oder zumindest ein großes Grundstück auf ihr – wurde zur Jahresmitte 1879 durch den Naturforscher Theodor Kleinschmidt erworben. Verkäufer waren einige Stammesangehörige der Nachbarinsel Utuan, die auf Kabakon Land hielten. Als Beleg gilt ein Privatbrief an Rev. Benjamin Danks, in dem Kleinschmidt unter dem 5. Januar 1880 über den von ihm getätigten Kauf von „Kambe Kounae (Kapakon)“ berichtet. Laut anderen Quellen erwarb Kleinschmidt das nordöstliche Ulu.
Zu deutschen Kolonialzeiten befanden sich auf Kabakon (Lage) Kokosplantagen. 1902 ließ sich August Engelhardt auf dem Eiland nieder und gründete eine Gemeinschaft mit dem Namen „Sonnenorden – Aequatoriale Siedlungsgemeinschaft“. Der Sonnenorden trat für den ausschließlichen Verzehr von Kokosnüssen und für Nudismus ein. Teilweise soll der Orden bis zu 30 Mitglieder gezählt haben. Der Sonnenorden und die Kokosdiät wurden in Deutschland mit Prospekten beworben: „Nackter Kokovorismus ist Gottes Wille. Die reine Kokosdiät macht unsterblich und vereinigt mit Gott.“ Viele deutsche Zivilisationsflüchtlinge, die dem Ruf Engelhardts folgten, erkrankten jedoch oder verstarben bald nach ihrer Ankunft auf Kabakon. Andere kehrten entmutigt in ihre Heimat zurück. Die letzten Sonnenanbeter verließen nach dem Ersten Weltkrieg die Insel. Engelhardt selbst starb 1919 auf Kabakon.

## Klima
Es herrscht ein gemäßigt feuchtes, tropisches Seeklima. Trockenes Wetter auf den Duke-of-York-Inseln kündigt den baldigen Südost-Passat an. Die niedrigsten Durchschnittswerte von 23 °C liegen in den Monaten Juni bis September, die Höchsttemperaturen von 32 °C in den Monaten Dezember und Januar. Die Luftfeuchtigkeit schwankt zwischen 71 und 78 Prozent. Im Dezember werden durchschnittlich sechs, im März und April elf Regentage verzeichnet.